# Stewart Myers
Stewart Clay Myers (* 1. August 1940) ist ein US-amerikanischer Wirtschaftswissenschaftler.
Myers studierte am Williams College mit dem Bachelor-Abschluss  und an der Stanford University mit einem MBA-Abschluss. Ab 1966 lehrte er an der Sloan School of Management des Massachusetts Institute of Technology, an der er Robert C. Merton Professor für Finanzökonomie ist.
Er befasste sich besonders mit Kapitalstruktur und Finanzierung von Unternehmen und verfasste darüber ein in den USA verbreitetes Lehrbuch. Er untersuchte auch finanzielle Aspekte der staatlichen Regulierung von Unternehmen. Er führte 1977 den Begriff Realoption ein. Mit  Nicholas Majluf entwickelte er 1984 die Hackordnungstheorie der Unternehmensfinanzierung.
Er war Präsident der American Finance Association und ist Partner in der Finanzberatungsfirma The Brattle Group.
2017 gehörte er zu den Clarivate Citation Laureates in Wirtschaftswissenschaften.

## Schriften (Auswahl)
- mit Alexander A. Robichek: Optimal financing decisions, Prentice-Hall, 1965
- Herausgeber: Modern Developments in Financial Management, Dryden Press, 1976
- mit Richard Brealey, Franklin Allen: Principles of Corporate Finance, 12. Auflage, McGraw Hill 2016
- mit Richard Brealey: Capital Investment and Valuation, McGraw Hill 2003